# Leroy L. Chang
Leroy L. Chang  (* 20. Januar 1936 in Kaifeng, Republik China; † 20. August 2008 in San Diego) war ein chinesisch-US-amerikanischer Physiker, der sich mit Halbleiterphysik befasste.
Chang studierte an der Nationaluniversität Taiwan mit dem Bachelor-Abschluss 1957 und wurde 1963 an der Stanford University promoviert. Von 1963 bis 1992  forschte er am IBM Thomas J. Watson Research Center in Yorktown Heights. 1975 bis 1985 war er Manager für Molekularstrahlepitaxie und 1985 bis 1992 für Quantenstruktur. Dazwischen war er 1968/69 in einem Sabbatjahr Associate Professor am Massachusetts Institute of Technology. 1993 bis 1998 war er Dekan für Naturwissenschaften an der Hong Kong University of Science and Technology, ab 1997 Professor für Physik und 1998 bis 2000 Vizepräsident der Universität. 2007 wurde er emeritiert.
Mit seinen Kollegen Leo Esaki und Raphael Tsu untersuchte er Übergitter in Halbleitern, die er mit Molekularstrahlepitaxie herstellte.
1985 erhielt Chang den James C. McGroddy Prize for New Materials, 1990 den David Sarnoff Award und 1993 die Stuart Ballantine Medal des Franklin Institute. 1994 wurde er Mitglied der National Academy of Sciences und 1988 der National Academy of Engineering. Er war Mitglied der Chinesischen Akademie der Wissenschaften, der Hong Kong Academy of Engineering Science und der Academia Sinica, Fellow des IEEE und der American Physical Society.